# Prionus
Prionus is een kevergeslacht uit de familie van de boktorren (Cerambycidae). De wetenschappelijke naam van het geslacht werd voor het eerst geldig gepubliceerd in 1762 door Geoffroy.

## Soorten
Prionus omvat de volgende soorten:
- Prionus fissicornis Haldeman, 1848
- Prionus arenarius Hovore, 1981
- Prionus emarginatus Say, 1824
- Prionus integer LeConte, 1851
- Prionus linsleyi Hovore, 1981
- Prionus palparis Say, 1824
- Prionus rhodocerus Linsley, 1957
- Prionus simplex (Casey, 1912)
- Prionus spinipennis Hovore & Turnbow, 1984
- Prionus ohbayashii Komiya, 2009
- Prionus aztecus Casey, 1912
- Prionus batesi Lameere, 1920
- Prionus curticollis Casey, 1912
- Prionus debilis Casey, 1891
- Prionus imbricornis Linnaeus, 1767
- Prionus townsendi Casey, 1912
- Prionus aureopilosus Fragoso & Monné, 1982
- Prionus boppei Lameere, 1912
- Prionus californicus Motschulsky, 1845
- Prionus coriarius (Linnaeus, 1758)
- Prionus corpulentus Bates, 1878
- Prionus delavayi Fairmaire, 1887
- Prionus elegans Demelt, 1972
- Prionus elliotti Gahan, 1906
- Prionus evae Demelt, 1972
- Prionus flohri Bates, 1884
- Prionus gahani Lameere, 1912
- Prionus galantiorum Drumont & Komiya, 2006
- Prionus heroicus Semenov, 1908
- Prionus hintoni Linsley, 1935
- Prionus howdeni Chemsak, 1979
- Prionus insularis Motschulsky, 1857
- Prionus komiyai Lorenç, 1999
- Prionus kucerai Drumont & Komiya, 2006
- Prionus lameerei Semenov, 1927
- Prionus laminicornis Fairmaire, 1897
- Prionus laticollis (Drury, 1773)
- Prionus lecontei Lameere, 1912
- Prionus mexicanus Bates, 1884
- Prionus murzini Drumont & Komiya, 2006
- Prionus nakamurai Ohbayashi N. & Makihara, 1985
- Prionus plumicornis Pu, 1987
- Prionus pocularis Dalman, 1817
- Prionus potaninei Lameere, 1912
- Prionus poultoni Lameere, 1912
- Prionus puae Drumont & Komiya, 2006
- Prionus scabripunctatus Hayashi, 1971
- Prionus sejunctus Hayashi, 1959
- Prionus sifanicus Plavilstshikov, 1934
- Prionus siskai Drumont & Komiya, 2006
- Prionus sterbai Heyrovský, 1941
- Prionus unilamellatus Pu, 1987
- Prionus vartianorum Fuchs, 1967